# Umberto Agnelli
Umberto Agnelli, (n 1 noiembrie 1934, Lausanne - d. 27 mai 2004, Torino) a fost un om de afaceri italian, politician și președinte al FIAT din 2003 până la decesul lui.
1. ↑  Umberto Agnelli, The Peerage, accesat în 9 octombrie 2017
2. ↑  „Umberto Agnelli”, Gemeinsame Normdatei, accesat în 4 mai 2014
3. 1 2  Umberto Agnelli, Encyclopædia Britannica Online, accesat în 9 octombrie 2017
4. ↑  Umberto Agnelli, Find a Grave, accesat în 9 octombrie 2017
5. ↑  Umberto Agnelli, Munzinger Personen, accesat în 9 octombrie 2017
6. ↑   http://news.bbc.co.uk/1/hi/business/3756043.stm Lipsește sau este vid: |title= (ajutor)
7. 1 2 3  The Peerage